# Ammoconia obsoleta
Ammoconia obsoleta är en fjärilsart som beskrevs av Barend J. Lempke 1964. Ammoconia obsoleta ingår i släktet Ammoconia och familjen nattflyn. Inga underarter finns listade i Catalogue of Life.